# Juliette Favez-Boutonier
Juliette Favez-Boutonier, född 24 januari 1903 i Roquefort-les-Pins i Alpes-Maritimes, död 13 april 1994 i Paris, var en fransk läkare, psykolog och psykoanalytiker. Hon var bland annat professor vid Strasbourgs universitet.

## Biografi
Juliette Favez-Boutonier föddes i Roquefort-les-Pins år 1903. Hon studerade filosofi vid Sorbonne, där hon erhöll agrégation. Hon var professor i Chartres och sedan i Dijon, samtidigt som hon inledde läkarstudier. År 1938 avlade hon doktorsexamen med avhandlingen La Notion d'ambivalence. Favez-Boutonier försvarade år 1945 sin thèse d'État, vilken bär titeln L'Angoisse ("Ångesten"); handledare var Gaston Bachelard.
Hon var knuten till Centre national de la recherche scientifique (CNRS) när hon gjorde sin praktik vid Centre hospitalier Sainte-Anne, där man bland annat fokuserar på psykiatri och neurologi. Favez-Boutonier blev sedermera professor vid Strasbourgs universitet och år 1955 professor i allmän psykologi vid Paris universitet. Hon grundade det första laboratoriet för klinisk psykologi vid Sorbonne och ledde detta fram till sin pensionering år 1974. Därtill var hon medgrundare av Société française de psychanalyse, där bland andra Daniel Lagache, Françoise Dolto och Jacques Lacan ingick.
Hon var gift med psykoanalytikern Georges Favez (1901–1981).